# Flüchtlingspolitik nach dem Inkrafttreten der Genfer Flüchtlingskonvention
Als Flüchtlingspolitik wird die Gesamtheit der rechtlichen Vorgaben und der Praxis des Umgangs von Staaten und Staatengruppen mit Flüchtlingen und Asylbewerbern bezeichnet, die in die betreffenden Gebiete einreisen oder sich dort aufhalten wollen. Grundlagen der Flüchtlingspolitik sind heute völkerrechtliche sowie im jeweiligen Staat gültige verfassungsrechtliche Rahmenbedingungen, Interessen der jeweiligen Staaten(gruppen), humanitäre Aspekte und kommunale Belange. Eine der völkerrechtlichen Rahmenbedingungen ist das Abkommen über die Rechtsstellung der Flüchtlinge.
Die Politik, die Staaten gegenüber ihren zur Flucht entschlossenen Bürgern bzw. gegenüber bereits geflohenen Bürgern betreiben, wird gewöhnlich nicht als „Flüchtlingspolitik“ bezeichnet.

## Begriffsbestimmungen
Aus völkerrechtlicher Sicht, festgehalten im Abkommen über die Rechtsstellung der Flüchtlinge (Genfer Flüchtlingskonvention) vom 28. Juli 1951, gilt eine Person als Flüchtling, genauer als Konventionsflüchtling, die „aus der begründeten Furcht vor Verfolgung wegen ihrer Ethnie, Religion, Nationalität, Zugehörigkeit zu einer bestimmten sozialen Gruppe oder wegen ihrer politischen Überzeugung“ außer Landes geht. Auch die Richtlinie 2011/95/EU (Qualifikationsrichtlinie) der Europäischen Union definiert den Status ähnlich. In Deutschland wird die Flüchtlingseigenschaft im Asylgesetz bestimmt. Im engeren Sinne befasst sich jede Flüchtlingspolitik seit 1951 mit Flüchtlingen im Sinne der Genfer Konvention und nicht allgemein mit Migranten. Der Begriff Flüchtlingspolitik ist also nicht synonym mit dem Begriff Zuwanderungspolitik.
Nicht als Flüchtlinge im Sinne der Genfer Flüchtlingskonvention gelten Kriegsflüchtlinge, Umweltflüchtlinge (Klimaflüchtlinge) und Wirtschaftsflüchtlinge (Elendsflüchtlinge). Die Klärung der rechtlichen, politischen und sozialen Stellung und der Integration der im Land lebenden Ausländer im Allgemeinen ist Teil der Ausländerpolitik.

## Politik einzelner Länder(gruppen)

### Europäische Union
Ziel der Asylpolitik der Europäischen Union, zu der sich der Europäische Rat im November 2004 bekannte, ist es, ein EU-weites einheitliches System zu finden. Das Jahr 2015 zeichnete sich aber dadurch aus, dass ein unkontrollierter Zustrom in hohem Ausmaß zu verzeichnen war. Vor dem Hintergrund der Flüchtlingskrise in Europa gilt deshalb das Dubliner Übereinkommen als weitgehend gescheitert, wonach derjenige Mitgliedstaat der EU für das Asylverfahren zuständig ist, der die Einreise des Asylsuchenden über die Außengrenzen der EU in sein Gebiet zugelassen oder zumindest nicht verhindert hat.
Bereits 2013 war festgestellt worden, dass die Verteilung der Flüchtlinge auf die Staaten der EU nicht ihrer Größe und Leistungsfähigkeit entsprach. So hatte Schweden im Zeitraum 2008 bis 2012 226,3 Prozent zu viele Asylanträge zu verkraften, während Estland nicht einmal 1/25 der für das Land vorgesehenen Asylbewerber aufgenommen hatte. Deutschland lag seinerzeit etwa im Bereich seiner Sollzahl. Diese „Schieflage“ wurde bereits vor Einsetzen der Flüchtlingskrise kritisiert.
Am 3. März 2022 beschloss die Europäische Union für Flüchtende aus der Ukraine erstmals die Massenzustrom-Richtlinie zu aktivieren. Diese war 2001 angesichts der Erfahrungen der Jugoslawienkriege geschaffen worden, um auf außergewöhnliche Lagen reagieren zu können, und gewährt den betroffenen Flüchtlingen vorübergehenden Schutz.

#### Deutschland
Die ersten 8.535 jüdischen Kontingentflüchtlinge, die in Osteuropa von Verfolgung bedroht waren, reisten von April 1990 an in die noch existierende DDR. Von der Öffnung des Eisernen Vorhangs 1990 bis Ende 2000 wanderten 137.055 Juden aus der Sowjetunion/Gemeinschaft Unabhängiger Staaten in Deutschland ein.
Die Bundesrepublik Deutschland nahm im Zusammenhang mit den Jugoslawienkriegen 350.000 Menschen aus den Gebieten des ehemaligen Jugoslawiens auf. Allein in München erreichte die Zahl im Dezember 1991 etwa 50.000 Menschen. Später kehrte ein großer Teil von ihnen in ihre Heimat zurück.
2015 wurden mehr als eine Million Flüchtlinge und Asylbewerber in Deutschland registriert.

#### Schweden
Nachdem Schweden allein innerhalb von zwei Monaten 80.000 Menschen aufgenommen hatten, erklärten Stefan Löfven, Ministerpräsident, und Åsa Romson, seine Stellvertreterin, Ende November 2015, dass eine Änderung der Aufnahmepraxis in Schweden erfolgen werde; andere europäische Staaten müssten sich mehr einbringen. Auch der Familiennachzug müsse begrenzt werden.

#### Slowenien
Nach einer Schätzung der slowenischen Polizei waren Anfang November 2015 155.755 Flüchtlinge im Land.
Im Zuge der Flüchtlingskrise in Europa 2015 errichtete Slowenien einen Grenzzaun zwischen Slowenien und Kroatien.

#### Tschechien
Nach einer Anfang November 2015 bekannt gewordenen Umfrage des Meinungsforschungsinstituts STEM hatten 67 Prozent der befragten Tschechen Angst wegen Flüchtlingen und Asylsuchenden und 93 % der Befragten Ängste vor dem Islam geäußert.

### Schweiz
Das Schweizer Asylrecht basiert auf dem Asylgesetz (AsylG).
Im Zusammenhang mit der Flüchtlingspolitik wird angemerkt, dass nach der Verabschiedung der Genfer Flüchtlingskonvention im Jahr 1951 die Menschenrechtsinstrumente stark weiterentwickelt wurden und auch das Ausländerrecht in bedeutendem Masse weiter ausgebildet wurde. Die Ermessenstatbestände im Ausländerrecht wurden zurückgedrängt, und die Grundrechte gelten – mit wenigen Ausnahmen, insbesondere auch, was die politische Mitbestimmung betrifft – für alle sich in der Schweiz aufhaltenden Personen.
Im November 2015 erklärte Bundesrat Ueli Maurer, die Schweiz könne notfalls bis zu 50.000 Menschen kurzfristig unterbringen. Kritisiert wurde 2015 die Schweizer Politik der Rücküberstellung von mehreren tausend Flüchtlingen in Länder wie Ungarn und andere.

### Türkei
Anfang November 2015 lebte etwa die Hälfte der 4,2 Millionen außer Landes geflüchteten Syrer in der Türkei. Nach Angaben von UNHCR waren es jeweils zur Hälfte um Frauen und Männer.

### Vereinigtes Königreich
Innenministerin Priti Patel kündigte Anfang Juli 2021 ein verschärftes Asylgesetz mit lebenslangen Haftstrafen für Schleuser, Anklagen gegen „wissentlich“ illegal Eingereiste sowie Auffangzentren in Übersee an.

### Vereinigte Staaten
Die Vereinigten Staaten unterscheiden, anders als die Europäische Union, streng zwischen Flüchtlingen und Asylbewerbern. Das heutige System für Flüchtlinge basiert auf dem Refugee Act von 1980 und wurde seit dem Basis für Aufnahme von insgesamt rund 3 Millionen Flüchtlingen (Stand 2016). Das Asylrecht basiert dagegen auf Erlass 208 des INA. In den Jahren 2010 bis 2014 wurde rund 10.000 Menschen jährlich Asyl gewährt.
- Flüchtlinge (refugees) sind Menschen, die entweder vom UN-Flüchtlingshilfswerk UNHCR als solche eingestuft wurden oder die sich persönlich bei den Vereinigten Staaten um eine Anerkennung als Flüchtling beworben haben und anerkannt wurden. Die Zahl der Flüchtlinge, die die USA jedes Jahr aufnehmen, wird vom US-Präsidenten in Abstimmung mit dem Kongress festgelegt. Jeder Flüchtling durchläuft eine Überprüfung, die mehrere Jahre dauern kann. Liegt eine Genehmigung vor, muss zunächst eine "Resettlement Agency" für jeden Flüchtling eine Art Bürgschaft übernehmen, bevor die Person in die Vereinigten Staaten geholt werden darf. Befinden sich Flüchtlinge dann in den USA, müssen sie sich um eine dauerhafte Aufenthaltsgenehmigung bewerben, dürfen sofort arbeiten und nach frühestens fünf Jahren die US-Staatsbürgerschaft beantragen.[15] Die festgelegten Obergrenzen für die Aufnahme von Flüchtlingen aus der ganzen Welt unterliegen von Jahr zu Jahr starken Schwankungen. Sie lag für 2015 bei 70.000 Menschen.[16]

- Asylbewerber (asylum seekers) sind Menschen, die einen Asylantrag bereits auf dem Staatsgebiet der USA oder an der Grenze stellen. Seit 2014 können solche Anträge nach einer Befragung der Antragssteller durch einen Vertreter der Ausländerbehörde abgelehnt werden und eine Abschiebung auch ohne gerichtliche Anhörung durchgeführt werden. Kommen die Bewerber aus einem sicheren Drittland wie etwa Kanada, werden sie zurückgeschickt. Asylbewerber können in den USA für Wochen oder Monate inhaftiert werden, bis über ihre Anträge entschieden ist. Sollten sie während ihres Verfahrens dennoch auf freien Fuß gesetzt werden, haben sie nicht das Recht zu arbeiten und erhalten keine finanzielle Unterstützung durch den Staat. Anerkannte Asylbewerber dürfen arbeiten, können sich freiwillig um eine dauerhafte Aufenthaltsgenehmigung bewerben und nach frühestens fünf Jahren die Staatsbürgerschaft beantragen.[15]

Im Kalenderjahr 2016 nahmen die USA laut UNHCR 97.000 Menschen auf; in den ersten neun Monaten des Jahres 2017 waren es laut Pew Research Center 28.000. Die Regierung Trump versucht, von Donald Trump im Präsidentschaftswahlkampf gemachte Ankündigungen umzusetzen. 

### Kanada
Kanada war als besonders großzügig bei der Aufnahme von Flüchtlingen bekannt und gilt weiterhin als bevorzugtes Ziel von Schutzsuchenden und Migranten. Zwischen 1975 und 1980 landeten Gruppen vietnamesischer Boatpeople an, die Asyl erhielten. Nach der Ankunft von Bootsflüchtlingen aus Sri Lanka im Jahr 2009 begann Kanada seine Verfahrensweisen zu verschärfen.
- Asylbewerber können an der Grenze Kanadas oder bei Behörden innerhalb des Landes einen Asylantrag stellen. Anträge von Bewerbern aus sicheren Drittstaaten, wie beispielsweise denen der Europäischen Union, werden meist abgelehnt. Personen, die kanadisches Staatsgebiet illegal betreten, darunter Migranten und Asylbewerber, können seit 2012 bis zur Klärung der Rechtmäßigkeit ihres Antrages, beispielsweise bis zur Klärung ihrer Identität, eingesperrt werden.[18] Die Zahl der Personen, die auf kanadischem Boden um Asyl ersuchten, schwankte zwischen etwa 25.000 (2011) und 16.000 (2014).[19]

- Flüchtlinge werden über Kanadas Umsiedlungsprogramm vom Ministerium Department of Immigration, Refugees and Citizenship[20] ins Land geholt. Jedes Jahr wird eine angestrebte Zahl von Flüchtlingen vom zuständigen Minister nach Rücksprache festgelegt. Das UN-Flüchtlingshilfswerk UNHCR oder Privatpersonen schlagen Kandidaten vor. Diese müssen sich außerhalb Kanadas befinden und der Flüchtlingsdefinition der Genfer Konvention entsprechen. Andere Flüchtlinge, die nicht unter die Definition fallen, können trotzdem aufgenommen werden, wenn sie von einem Bürgen oder aus eigenen Mitteln finanziell abgesichert werden bzw. sind. Für die vom UNHCR vorgeschlagenen Flüchtlinge kommt der Staat auf.

Nach einer Aufenthaltsdauer von fünf Jahren müssen die Flüchtlinge entweder das Land wieder verlassen oder sich um eine unbefristete Aufenthaltsgenehmigung bewerben. 2012 wurden 9.655 Flüchtlinge nach Kanada umgesiedelt, 2015 waren es 20.045.

## International
Der Ende 2018 angenommene Globale Pakt für Flüchtlinge ist eine Vereinbarung, die einer planbaren, angemessenen Lasten- und Verantwortungsverteilung in Flüchtlingsfragen unter allen UN-Mitgliedstaaten dienen soll. Der Pakt ist rechtlich nicht bindend.